# 聯合國安全理事會第90號決議
聯合國安理會第90號決議于1951年1月31日一致通过。决议自理事会所据有事项中撤除“大韩民国遭受侵略之控诉”一项目，包含此前不出席的蘇聯在內，該決議獲得全體出席並一致通過。